# Катастрофа на R6D-1 в Хаваи през 1955 г.
Катастрофата на R6D-1 в Хаваи през 1955 г. е инцидент с участието на „Дъглас R6D-1 Лифтмайстер“ на Военноморските сили на Съединените американски щати. На 22 март 1955 г. в силна дъждовна буря, докато самолетът се спуска към летището на военновъздушна база „Хикам“, се разбива във връх Пали Кеа в южния край на планината Ваянае, Оаху, на 24 км северозападно от Хонолулу. Според очевидци пилотът включва светлините си за кацане точно преди да се удари в планината, вероятно, когато я вижда пред себе си и рязко се накланя, за да я избегне. Маневрата е твърде късна и R6D-1 се удря в отвесна скала на около 61 м под върха и експлодира, като по този начин убива всички 66 души на борда. Инцидентът е първият от двете големи въздушни бедствия с R6D-1 за по-малко от 19 месеца, като вторият е изчезването на R6D-1 над Атлантическия океан през октомври 1956 г.
По това време това е най-тежката катастрофа, която включва който и да е вариант на пътническия самолет „Дъглас DC-6“, вторият най-тежък авиационен инцидент в историята на Съединените американски щати и един от най-тежките въздушни инциденти в историята, и се равнява на сблъсъка във въздуха на 11 август на два „Флайънг Бокскарс C-119G“ на ВВС на САЩ над Западна Германия и катастрофата при полет 409 на „Юнайтед Еър Лайнс“ на 6 октомври като най-смъртоносния въздушен инцидент през 1955 г. Това остава най-тежкото въздушно бедствие в историята на Хаваите и най-смъртоносният инцидент с по-тежък от въздуха самолет в историята на военноморската авиация на Съединените американски щати.
Разследването след катастрофата заключава, че екипажът на R6D-1 прави навигационна грешка, която поставя самолета на 13 км извън курса. Пилотите отклоняват машината директно срещу планината Ваянае в тъмнината, не осъзнават грешката си и почти до последната секунда летят към върха.